# 拿斯·賀治
拿斯·賀治（丹麥語：Poul Lars Høgh Pedersen，1959年1月14日—2021年12月8日），是一名前丹麥足球運動員，司職守門員。在足球生涯一直效力出生地球會奧丹斯 ，並五獲丹麥最佳門將獎項。
1995年法赫德國王盃，拿斯·賀治取代缺陣的，把守國家隊大門。惜於第二場分組賽對墨西哥時受傷，須由哥洛接替其參與餘下賽事。丹麥最終奪標而回。
拿斯·賀治現為丹麥國家隊的守門員教練。

## 榮譽
丹麥國家隊
- 1995年法赫德國王盃足球賽冠軍

奧丹斯
- 丹麥甲組聯賽冠軍(3): 1977, 1982, 1989
- 丹麥盃冠軍(3): 1983, 1991, 1993

個人獎項
- 丹麥最佳門將(5): 1986, 1989, 1992, 1993, 1994 [3]